# Vasco Sanches de Celanova
Vasco Sanches de Celanova (morto ca. 1182) foi um notável rico-homem do Condado Portucalense.

## Biografia
Vasco era filho de Sancho Nunes de Celanova e de Sancha Henriques, filha de Henrique de Borgonha, conde de Portucale e de Teresa de Leão. Esta filiação vem comprovada numa carta de testamento feita em dezembro de 1166, ao Mosteiro de Sta. Cruz de Coimbra, pelo nosso primeiro rei, onde se lê “Comes Velascus filius sororis eius”. 

### Nas cortes portuguesa e leonesa
Vasco apareceu na corte portuguesa pela primeira vez a 8 de abril de 1153, na confirmação da doação de Alcobaça por Afonso Henriques ao abade de Claraval. Esteve ainda presente, nos finais de janeiro de 1160, em Tui, junto do monarca de Portugal, nas conversações entre este e o conde Raimundo Berengário IV de Barcelona, para a negociação do casamento da infanta Mafalda com o futuro Afonso II de Aragão, negociação que não chegou a realizar-se dado ter falecido a infanta, nesse mesmo ano. 
Vasco surge também na corte leonesa algumas vezes, mas no geral, as suas visitas aos reinos vizinhos estavam sobretudo ligadas a assuntos pessoais ou tarefas diplomáticas. A 6 de fevereiro de 1162, Vasco está entre os nobres que confirmaram a doação de Cória por Fernando II de Leão à Catedral de Santiago de Compostela.
Nessa altura, no contexto dos ataques do rei de Portugal às terras de Toronho e Limia, Vasco Sanches cercou os castelos de Santa Cruz e Monte Laboreiro. Está também mencionado num documento de Afonso Henriques, de 29 de abril de 1165, sobre a construção do Mosteiro de Santa Maria de Melón, confirmando assim o seu interesse na sua região de origem. 
Sabe-se que vendeu, com a sua primeira mulher, alguns bens em Braga, em 1167. A sua primeira mulher terá de ter falecido depois desta data. A confiança que inspirou no monarca levou a que, entre 1169 e 1172, detivesse o alto cargo de Mordomo-mor, nomeação que se se deveu à confiança que o monarca tinha nele, podia estar também relacionado com o seu segundo casamento com Urraca Viegas de Ribadouro, filha de Egas Moniz, o Aio, aio do monarca na sua juventude e que também exercera o cargo. A posição parece, no entanto, ter sido partilhada com Pedro Fernandes de Bragança, que se encontra documentado no mesmo período com a mesma distinção. Após a sua saída em 1172, Pedro permaneceu no cargo sozinho até 1175.
Vasco parece ter visitado pouco depois a corte de Afonso VIII de Castela, pois assina um documento real de 24 de março de 1173. Regressa pouco depois a Portugal, estando ainda vivo em setembro de 1175, e assim continuará até 1182, quando desaparece da documentação. Não terá sobrevivido muito mais para além desta data.

## Matrimónio e descendência
Vasco casou duas vezesː da primeira esposa, D. Berengária (f. depois de 1167), não teve descendentes. Contudo, da segunda mulher, Urraca Viegas de Ribadouro, teve a seguinte descendência:
- Rodrigo Vasques de Celanova, casado com Toda Palazim,[5] filha de Palacim de Alagón e neta de Artal, 2.º senhor de Alagón. Foi governador de Santarém e de Trancoso.[6] As duas filhas que teve, Maria e Teresa Rodrigues de Celanova, serão beneficiárias do testamento da avó, juntamente com a infanta-rainha Mafalda[7].
- Gonçalo Vasques de Celanova[8], sem descendência.